# Wollenweberstraße (Bützow)
Die  Wollenweberstraße  ist eine Anliegerstraße im einst umwallten historischen Stadtkern der ehemaligen Bischofsresidenz und Universitätsstadt Bützow im Landkreis Rostock in Mecklenburg.

## Geografische Lage
Die Wollenweberstraße ist in beide Richtungen befahrbar, der Fahrbahnbelag besteht aus Kopfsteinpflaster. Sie verbindet als Anliegerstraße, die Gödenstraße mit dem Ellernbruch.

## Geschichte
Der erste Beleg in dem noch erhaltenen Archivmaterial für den Namen, erscheint im Jahr 1610 als „Wullenweberstraße“. Die für die Straße namensgebende Berufsgruppe der Wollweber waren spezialisierte Weber, die feine gewalkte und geraute Wollgewebe, sogenannte Tuche, herstellten. Ob im Mittelalter in dieser Straße viele Wollweber ansässig waren, ist nicht belegbar. 1682 arbeiten im 3. Stadtviertel von Bützow, drei Leinenweber, vier Tuchmacher und ein Schwarzfärber.
Ende des 17. Jahrhunderts erhielten Hugenotten, vom Landesherrn, Herzog Christian Ludwig I. das Privileg sich in Bützow anzusiedeln. Es entstand eine Französisch-reformierten Gemeinde und ihnen wurde auf landesherrliche Kosten Häuser errichtet, die sich auch in der Wollenweberstraße befanden. Die Flüchtlinge waren meistenteils Wollweber und Tabakbauern, wodurch der Straßenname weiterhin seine Bedeutung festigte.

## Straßenname im Wandel der Zeit
Die Wollenweberstraße (auch: Wullenweberstraße) wird schon im Hypothekenbuch der Stadt Bützow aus dem Jahre 1610 so namentlich genannt. Von 1616 bis 1835 wechselte der Name von: Wullenweber straßen, Wullen Weber Straß, Wollweberstraße und Wollenweberstraße. Die letzte Namensform ist bis heute unverändert geblieben.

## Bebauung

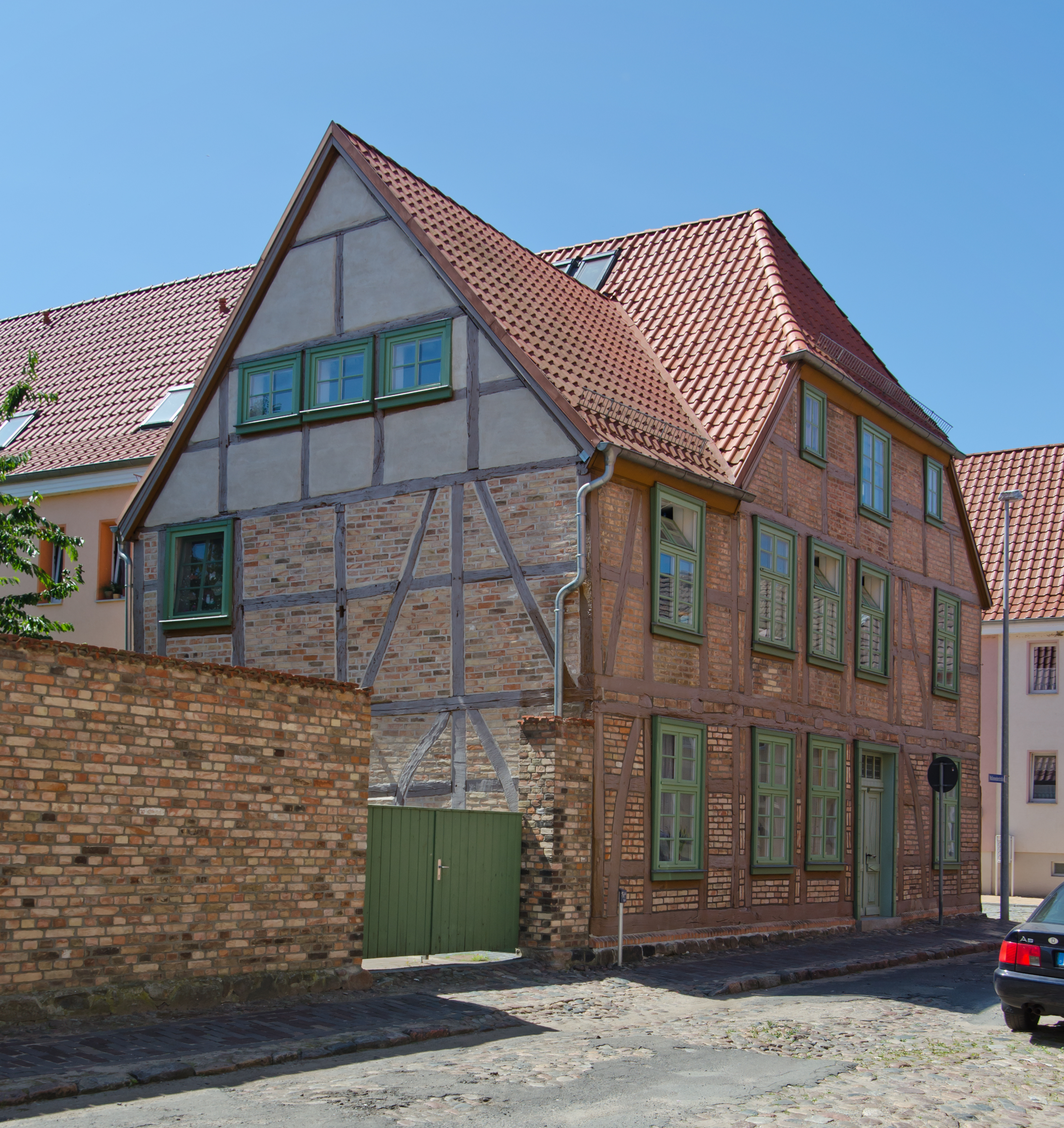
Wollenweberstraße 2

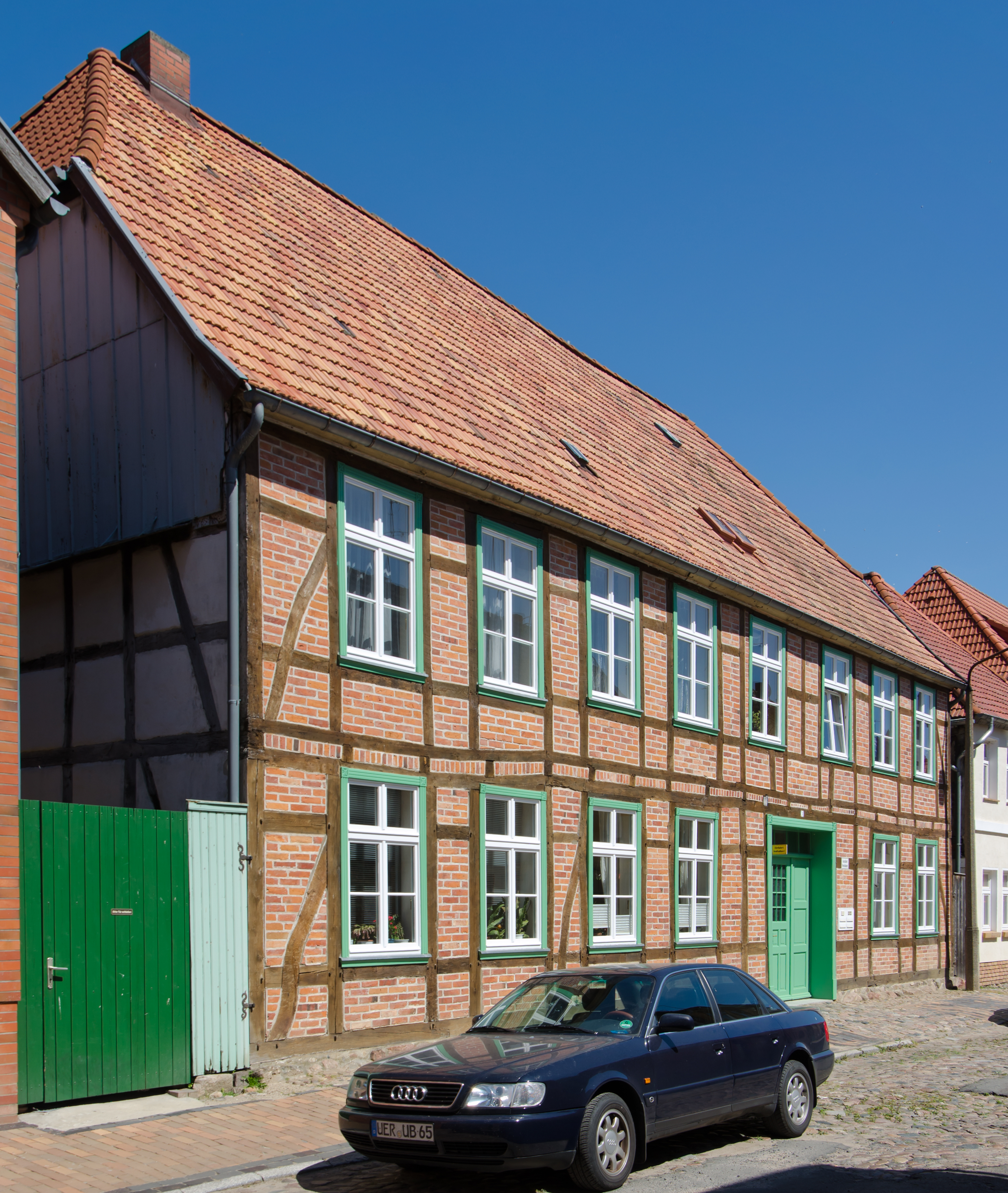
Wollenweberstraße 3

An der Straße stehen zumeist zweigeschossige Wohn- und Geschäftshäuser.
Die Denkmalplakette  kennzeichnet Baudenkmale der Wollenweberstraße.
| Haus Nr. | Historische Haus- nummer bis 1908 |  | Bemerkungen                                                                       | Geschichte                                                                             |
| -------- | --------------------------------- |  | --------------------------------------------------------------------------------- | -------------------------------------------------------------------------------------- |
| 1        | 230                               |  | 1867 wohnte Richard Wossidlo Haus existiert nicht mehr.                           | ehemals: Kaufmann W. Erickson, später: Bauunternehmer Joach. Buchholz                  |
| 2        | 227                               |  |                                                                                   | ehemals: Stellmacher H. Ahrens                                                         |
| 3        | 231                               |  |                                                                                   | ehemals: Friedrich von Wick, später: Dachdeckermeister A.Franck                        |
| 4        | 239                               |  | Neubau der Nr. 4 im Jahr 2023, ursprüngliches Haus existiert nicht mehr.          |                                                                                        |
| 5        | 232                               |  |                                                                                   | ehemals: Handelsmann J. Ahron                                                          |
| 6        | 238                               |  | Haus existiert nicht mehr                                                         | ehemals: Kaufmann A. Biermann, später: Bauunternehmer J. Hering                        |
| 7        | 233                               |  |                                                                                   | ehemals: Rentier Carl von Weltzien                                                     |
| 8        | 237                               |  |                                                                                   | ehemals: Zimmermeister H. Neumann und Schuster F. Piehl                                |
| 9        | 234                               |  |                                                                                   |                                                                                        |
| 10       | 236A                              |  |                                                                                   |                                                                                        |
| 11       | 235                               |  |                                                                                   | ehemals: Wohnhaus und Foto-Atelier des Fotografen F. W. Schaufuss, später A. Schaufuss |
| 12       | 236                               |  | Neubau der Nr. 12 in den 2000er Jahren, ursprüngliches Haus existiert nicht mehr. | ehemals: Schlossermeister W. Busch                                                     |